# Jesús Antonio Sam López
Jesús Antonio Sam López, (24 de diciembre de 1935 - 2 de marzo de 2010) fue un político y abogado mexicano, doctor en Derecho.

## Biografía
Nació en Nayarit. Fue Director del penal de las Islas Marías. De 1970 a 1976 fue director de la Policía Judicial del Distrito Federal en el sexenio de 
Luis Echeverría Álvarez. Fue procurador general de Justicia en el Estado de Nayarit durante el gobierno de Rogelio Flores Curiel de 1976 a 1981, donde se le acusó de haber reprimido el movimiento de Alejandro Gascón Mercado. Fue Coordinador de Seguridad Pública de Nayarit con el gobernador Celso Humberto Delgado. Fue director general de Control de Estupefacientes de la PGR cuando Sergio García Ramírez fue procurador, en el sexenio de Miguel de la Madrid. Fue procurador general de Justicia en el Estado de Colima durante los gobiernos de Carlos de la Madrid Virgen, Fernando Moreno Peña y Carlos Flores Dueñas. A la llegada de Gustavo Vázquez Montes a la gubernatura del Estado, Sam permaneció un tiempo como procurador, pero luego pasó a ocupar una coordinación general de Seguridad Pública, donde permaneció durante el interinato de Arnoldo Ochoa González, hasta su retiro a la llegada de Silverio Cavazos Ceballos. A Sam, se le ha acusado de haber participado en la Brigada Blanca, fuerza paramilitar a la que se le atribuye haber orquestado la masacre en la plaza de las Tres Culturas y de tener vínculos con el narcotráfico. En 1996 declaró haber sido herido y vivido la guerrilla en el Congreso de Colima, quizás refiriéndose a la Guerra Sucia en México.
Falleció en la Ciudad de México de cáncer el 2 de marzo de 2010 a la edad de 74 años.